# Gösta Hallonsten
Gösta Olof Hallonsten, född 27 augusti 1949 i Vittsjö församling, Kristianstads län, är professor i systematisk teologi vid Lunds universitet sedan 2001 samt vid Newmaninstitutet sedan 2013. Han är dotterson till Otto Ehde och bror till Sven Hallonsten.
Hallonsten är redaktör för Svensk teologisk kvartalskrift sedan 2008 och ingår i redaktionskommittén för tidskriften Signum. Mellan 1992 och 2002 var han medlem i Romersk-katolska kyrkans internationella teologkommission. Mellan 2002 och 2005 tjänstgjorde han som professor vid Catholic University of America i staden Washington i USA. Hans forskningsområden är främst teologihistoria, ekumenik och ortodox teologi.

## Utmärkelser, ledamotskap och priser
- Ledamot av Vetenskapssocieteten i Lund (LVSL, 1999)[7]